# Thrill of the Arts
Thrill of the Arts è il secondo album in studio del gruppo musicale funk statunitense Vulfpeck, pubblicato il 9 ottobre 2015 dall'etichetta discografica indipendente Vulf Records.

## Tracce
1. Welcome to Vulf Records – 2:43
2. Back Pocket (feat. Christine Hucal) – 3:01
3. Funky Duck (feat. Antwaun Stanley) – 2:10
4. Rango II (feat. Blake Mills) – 4:11
5. Game Winner (feat. Charles Jones) – 3:32
6. Walkies – 1:03
7. Christmas in L.A. – 3:03
8. Conscious Club (Instrumental) – 3:03
9. Smile Meditation – 4:29
10. Guided Smile Meditation – 5:09